# Montoulieu-Saint-Bernard
Montoulieu-Saint-Bernard là một xã thuộc tỉnh Haute-Garonne trong vùng Occitanie tây nam nước Pháp. Xã này nằm ở khu vực có độ cao trung bình 350 mét trên mực nước biển..